# Orange and Blue
Orange and Blue – trzynasty album studyjny amerykańskiego gitarzysty jazzowego Ala Di Meoli, wydany w 1994 roku nakładem wytwórni fonograficznej Bluemoon Recordings.

## Lista utworów
Opracowano na podstawie materiału źródłowego.
| 1.  | "Paradisio" (Al Di Meola)                                               | 7:18  |
|     |                                                                         |       |
| 2.  | "Chilean Pipe Song" (Di Meola)                                          | 4:51  |
|     |                                                                         |       |
| 3.  | "Ta’alina Chant" (Di Meola, Noa)                                        | 1:55  |
|     |                                                                         |       |
| 4.  | "Orange and Blue" (Di Meola)                                            | 7:31  |
|     |                                                                         |       |
| 5.  | "This Way Before" (Di Meola)                                            | 4:38  |
|     |                                                                         |       |
| 6.  | "Summer Country Song" (Di Meola)                                        | 5:29  |
|     |                                                                         |       |
| 7.  | "If We Meet Again, Part One" (Di Meola)                                 | 1:29  |
|     |                                                                         |       |
| 8.  | "If We Meet Again, Part Two" (Di Meola, Mario Parmisano, Hernan Romero) | 5:03  |
|     |                                                                         |       |
| 9.  | "Cyprus" (Di Meola, George Dalaras, Polykarpos Kyriacou)                | 3:50  |
|     |                                                                         |       |
| 10. | "Theme of the Mothership" (Chick Corea, Di Meola)                       | 5:24  |
|     |                                                                         |       |
| 11. | "Precious Little You" (Di Meola)                                        | 4:24  |
|     |                                                                         |       |
| 12. | "Casmir" (Di Meola)                                                     | 4:07  |
|     |                                                                         |       |
| 13. | "On My Own" (Di Meola)                                                  | 3:21  |
|     |                                                                         |       |
|     |                                                                         | 59:20 |
|     |                                                                         |       |

## Twórcy
Opracowano na podstawie materiału źródłowego.
Muzycy:
- Al Di Meola – gitary, fortepian, syntezatory, instrumenty perkusyjne, perkusja
- Andrés Boiarsky – saksofon
- George Dalaras – śpiew
- Peter Erskine – perkusja
- Steve Gadd – perkusja
- Conrad Herwig – puzon
- Marc Johnson – akustyczna gitara basowa
- Manu Katché – perkusja
- Noa – śpiew
- Gumbi Ortiz – instrumenty perkusyjne
- Pino Palladino – gitara basowa bezprogowa
- Mario Parmisano – fortepian, keyboardy
- Michael Ponella – trąbka
- Hernan Romero – śpiew, gitara akustyczna, charango, instrumenty perkusyjne, syntezatory
- Simon Shaheen – skrzypce

Produkcja:
- Al Di Meola – produkcja muzyczna
- Hernan Romero – produkcja muzyczna (współproducent)
- Gordon Meltzer – produkcja wykonawcza